# Elatostema robinsonii
Elatostema robinsonii är en nässelväxtart som beskrevs av Elmer Drew Merrill. Elatostema robinsonii ingår i släktet Elatostema och familjen nässelväxter. Inga underarter finns listade i Catalogue of Life.